# Bréhand
Bréhand is een gemeente in het Franse departement Côtes-d'Armor, in de regio Bretagne. De plaats maakt deel uit van het arrondissement Saint-Brieuc. Bréhand telde op 1 januari 2022 1.695 inwoners.

## Geografie
De oppervlakte van Bréhand bedroeg op 1 januari 2022 24,95 vierkante kilometer; de bevolkingsdichtheid was toen 67,9 inwoners per km².
De onderstaande kaart toont de ligging van Bréhand met de belangrijkste infrastructuur en aangrenzende gemeenten.

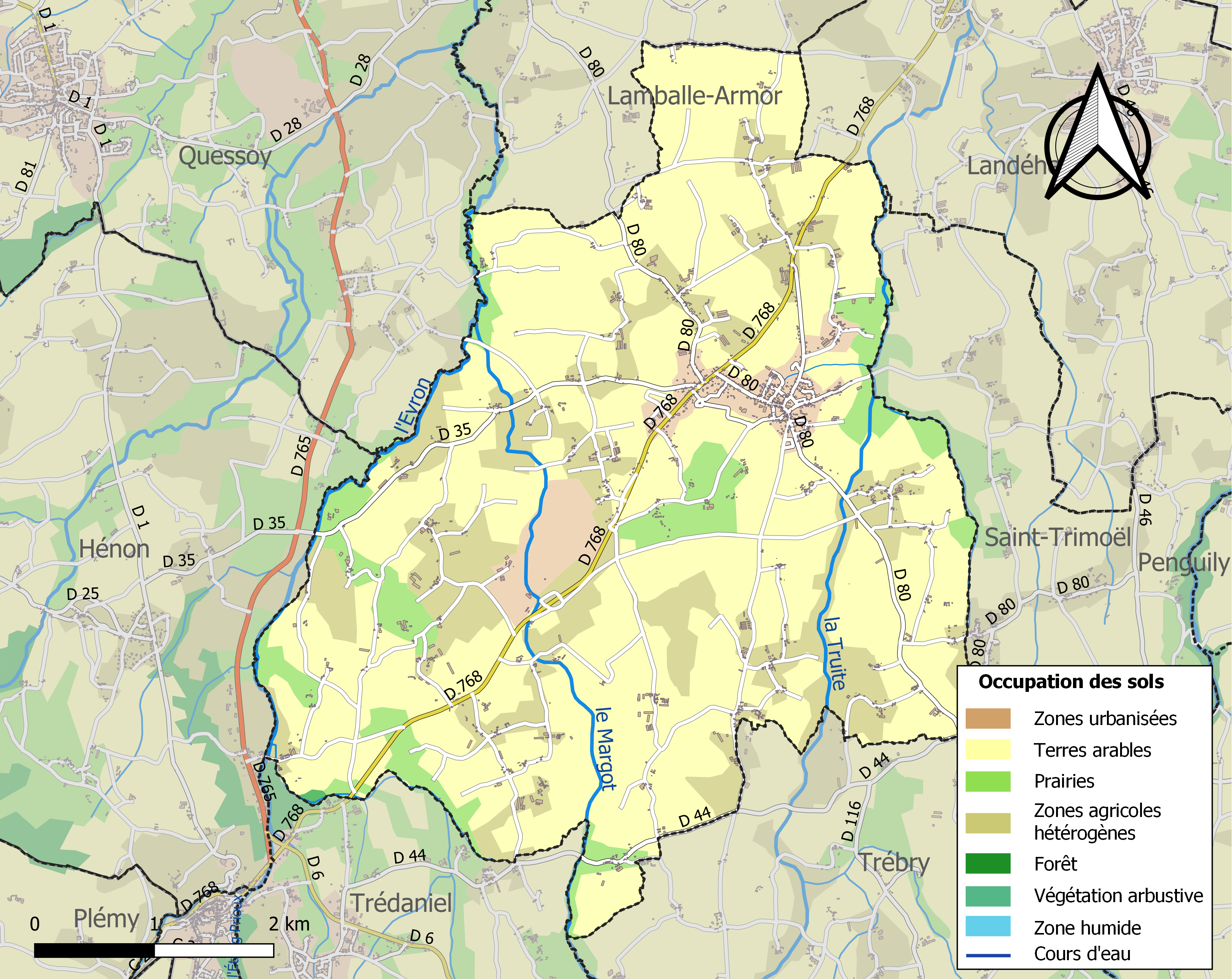

## Demografie
Onderstaande figuur toont het verloop van het inwonertal (bron: INSEE-tellingen).